# E-grocery
E-Grocery — продажа товаров повседневного спроса (продуктов питания, напитков, детского питания, бытовой химии, сопутствующих товаров и т.д.) в сети Интернет. 

## История
Впервые термин введен Greg Thain & John Bradley в книге Store wars: the Worldwide Battle for Mindspace and Shelfspace, Online and In-store. Специалисты называют категорию «E-Grocery» — late starter (поздний старт), — подразумевая, что широкое распространение продаж этих товаров в сети Интернет началось по сравнению с другими категориями недавно.
Согласно данным, полученным розничной сетью Tesco доля E-Grocery в товарообороте продуктов питания в Великобритании в 2013 году превысила 9%. Centre for Retail Research прогнозирует рост доли E-Grocery к 2015 году до 13%.  Согласно данным, полученным канадской консалтинговой компанией MWPVL (консалтинг в области Supply Chain Management) доля E-Grocery в товарообороте продуктов питания в США в 2013 году превышала 3,5%, а к 2023 году доля превысит 11%.  Интересные данные о немецком рынке E-Grocery в 2013 году опубликовал Словацкий университет сельского хозяйства в своем исследовании «E-Grocery, как инновационный канал приобретения продуктов питания для немецких покупателей». Согласно их данным в 2013 году рынок E-Grocery Германии не превышал 0,2%. Доля E-Grocery в товарообороте продуктов питания в 2010 году в России не превышала 0,01%, основные продажи приходятся на Москву и Санкт-Петербург 
В 2013 году E-Grocery добавляет к обороту крупнейшего ретейлера Великобритании Tesco 7%, крупнейшего ретейлера Швейцарии и Турции Migros – 2,5%, крупнейшего ретейлера Испании Mercadona – 1%, крупнейшего ретейлера США и мира Walmart – 2%. Электронная стратегия лидера рынка Франции компании Auchan позволила обеспечить стремительный рост доли интернет-продаж в выручке сети (с 0,2% в 2010 году до 2% в 2013). 
Выручка российского лидера E-Grocery «Утконос» сеть магазинов по РСБУ в 2012 году по данным «СПАРК-Интерфакс» составила 8,9 млрд рублей.
Специалисты инвестбанка UBS прогнозируют, что в 2018–2022 годах средний прирост оборота российской онлайн-торговли снизится до 15,4 % (в предыдущие года онлайн-продажи увеличивались в среднем на 23,3 % в год), а вот самым быстрорастущим сегментом станет доставка продуктов питания (темп прироста вырастет до 26,1 %). «Этот сектор будет главной целью для инвесторов, которые захотят вложиться в российскую интернет-торговлю в ближайшие годы», — считают аналитики UBS. 
Согласно данным Bank of America и Department of Commerce US глобальный рынок ecommerce всего за восемь недель 2020 года вырос на столько же на сколько за десять последних лет. Основным бенефициаром этого роста стал рынок e-grocery.
К тому времени в мире уже пару десятков лет функционировало некоторое количество достаточно успешных e-grocery проектов. Английский Ocado, например, уже в 2013 году сообщал о выручке в 792 млн фунтов стерлингов и прибыли в один миллион фунтов стерлингов, в 2012 году прибыль составляла 5,5 млн фунтов стерлингов (EBITDA). В 2019 году инвесторы оценивали стоимость Ocado больше чем стоимость двух крупнейших английских розничных сетей вместе взятых (Sainsbury's и Morrisons). А в 2023 году выручка компании составила уже 2,76 млрд фунтов и бизнес принес владельцам 52 млн фунтов стерлингов (EBITDA). Помимо организации собственных онлайн-продаж компания помогает реализовать e-grocery стратегии для розничных сетей с общим годовым оборотом более 250 млрд долларов.
Проект “драйв ин” розничной сети Auchan во Франции согласно заявлениям менеджмента с момента открытия стал приносить прибыль. В 2013 году на него приходилось 2% выручки, а рентабельность находилась на уровне показателей офлайнового бизнеса. В 2011 году английская Tesco оценивала чистую прибыль, полученную от интернет-продаж продуктов питания, в 150 млн. фунтов стерлингов и EBITDA в 7,5%. В 2023 году на долю онлайна в компании уже приходилось 8,8% от общих продаж или 6,28 млрд фунтов стерлингов. Также продолжает показывать хорошие результаты в онлайн-магазина английской розничной сети Asda: на его долю приходится уже 18% продаж продуктов питания, а среднее число заказов увеличилось на 5,6% в первом квартале 2024 года.
О чрезвычайной сложности организовать эффективный, успешный и главное прибыльный e-grocery-проект говорят не только в России. Генеральный директор английского Ocado Тим Штайнер сообщает: “Самое важное - правильно понять основы работы с онлайн-магазинами. И это удивительно - я работаю в этой отрасли уже 24 года, но наблюдаю, что до сих пор мало в мире игроков, которые действительно могут вовремя доставить клиенту то, что они обещают”.